# Симонов Городок
Симонов Городок — деревня в Бежецком районе Тверской области. Входит в состав Поречьевского сельского поселения.

## География
Находится в восточной части Тверской области на расстоянии приблизительно 27 км на север-северо-запад по прямой от районного центра города Бежецк на правом берегу речки Мелеча.

## История
Деревня была отмечена (тогда Городок) еще на карте 1825 года. В 1859 году здесь (деревня Бежецкого уезда Тверской губернии) было учтено 34 двора, в 1978 — 10.

## Население
Численность населения: 197 человек (1859 год), 7 (русские 86 %) в 2002 году, 0 в 2010.